# Francesco Antonazzi
Francesco Antonazzi (6. května 1924 Morlupo, Italské království – 25. února 1995 Řím, Itálie) byl italský fotbalový obránce.
Celou fotbalovou kariéru prožil v Laziu. Odehrál v ní celkem 253 utkání a vstřelil jednu branku. Největšího úspěchu dosáhl v sezoně 1955/56, když s klubem dosáhl 3. místa v lize.
Za reprezentaci neodehrál žádné utkání. Byl v nominaci na OH 1948.

## Hráčská statistika
| Sezóna  | Klub    | Liga      | Liga   | Liga | Ligové poháry | Ligové poháry | Ligové poháry | Kontinentální poháry | Kontinentální poháry | Kontinentální poháry | Celkem | Celkem |
| Sezóna  | Klub    | Soutěž    | Zápasy | Góly | Soutěž        | Zápasy        | Góly          | Soutěž               | Zápasy               | Góly                 | Zápasy | Góly   |
| ------- | ------- | --------- | ------ | ---- | ------------- | ------------- | ------------- | -------------------- | -------------------- | -------------------- | ------ | ------ |
| 1945/46 | Lazio   | 1. divize | 2      | 0    | -             | 0             | 0             | -                    | 0                    | 0                    | 2      | 0      |
| 1946/47 | Lazio   | Serie A   | 27     | 0    | -             | 0             | 0             | -                    | 0                    | 0                    | 27     | 0      |
| 1947/48 | Lazio   | Serie A   | 21     | 0    | -             | 0             | 0             | -                    | 0                    | 0                    | 21     | 0      |
| 1948/49 | Lazio   | Serie A   | 28     | 0    | -             | 0             | 0             | -                    | 0                    | 0                    | 28     | 0      |
| 1949/50 | Lazio   | Serie A   | 33     | 0    | -             | 0             | 0             | -                    | 0                    | 0                    | 33     | 0      |
| 1950/51 | Lazio   | Serie A   | 31     | 0    | -             | 0             | 0             | Stř.P                | 1                    | 0                    | 32     | 0      |
| 1951/52 | Lazio   | Serie A   | 29     | 0    | -             | 0             | 0             | -                    | 0                    | 0                    | 29     | 0      |
| 1952/53 | Lazio   | Serie A   | 20     | 1    | -             | 0             | 0             | -                    | 0                    | 0                    | 20     | 1      |
| 1953/54 | Lazio   | Serie A   | 33     | 0    | -             | 0             | 0             | -                    | 0                    | 0                    | 33     | 0      |
| 1954/55 | Lazio   | Serie A   | 24     | 0    | -             | 0             | 0             | -                    | 0                    | 0                    | 24     | 0      |
| 1955/56 | Lazio   | Serie A   | 4      | 0    | -             | 0             | 0             | -                    | 0                    | 0                    | 4      | 0      |
| Celkově | Celkově | Celkově   | 252    | 1    | -             | ?             | ?             | -                    | 1                    | 0                    | 253    | 1      |

## Úspěchy

### Reprezentační
- 1× na OH (1948)